# Bánh
In vietnamita, il termine bánh (Hanoi: [ɓaʲŋ˧˥] o Saigon: [ɓan˧˥], chữ Nôm: 餅), traducibile approssimativamente come "torta" o "pane", designa un'ampia varietà di cibi preparati. Con l'aggiunta di aggettivi qualificativi, bánh si riferisce a un'ampia varietà di torte, focaccine, pasticcini, panini e altri generi alimentari caratteristici, dolci o salati, che possono essere cotti al vapore, al forno, mediante frittura, frittura profonda o bollitura. I cibi fatti con farina di riso o di frumento sono chiamati generalmente bánh, ma il termine può riferirsi anche a certe varietà di piatti di torte a base di pasta o di pesce, come il bánh canh e il bánh hỏi.
Ogni varietà di bánh è designata da una parola o espressione descrittiva che segue la parola bánh, come bánh bò (letteralmente "torta di mucca" o "torta strisciante") e bánh chuối (letteralmente "torta di banana"). I bánh che sono avvolti in foglie prima di essere cotti al vapore si chiamano bánh lá (letteralmente "torte di foglia").
In vietnamita, il termine bánh non si limita alla cucina vietnamita: si applica ugualmente ad alimenti vari come i biscotti della fortuna (bánh may mắn), il pudding, il crème caramel (bánh caramen) e l'ostia (Bánh Thánh). In alcuni casi, la parola può riferirsi anche a oggetti non commestibili che hanno la forma di una torta, come pneumatici, saponi da bagno e rotelle di tabacco pressato.

## Varietà
Esiste una enorme varietà di piatti chiamati con il prefisso bánh.

### Spaghetti
- Bánh canh, spaghetti grossi.
- Bánh hỏi, spaghetti estremamente sottili che si intrecciano in fasci intricati e spesso si coprono con cipolla tritata e un piatto di carne complementare.
- Bánh phở, spaghetti di riso usati nel phở.

### Ravioli
- Bánh bá trạng, simile allo zongzi cinese.[3]
- Bánh bao,[4] cornetto a forma di palla ripieno di maiale e altri ingredienti.
- Bánh bột lọc, ravioli:
  - Bánh bột lọc trần,[5] ravioli con copertura di amido di tapioca, simile al fun guo chaozhou.
  - Bánh bột lọc lá,[6] piccoli ravioli di farina di riso ripieni di gambero e maiale macinato e avvolti in una foglia di platano, originari dello Hue.
- Bánh cam, palle di sesamo e riso glutinoso fritte ripiene di pasta di fagioli cinesi dolci, originarie del sud del Vietnam.
- Bánh ít, palline di riso glutinoso ripiene:
  - Bánh ít trần,[7] palline di riso glutinoso ripiene "nude".
- Bánh khúc,[8] palla di riso glutinoso.
- Bánh nậm,[9] raviolo piatto di farina di riso di Hue ripieno di maiale macinato e funghi, condito con peperoncino e spezie, e avvolto in una foglia di platano.
- Bánh phu thê[10][11] (letteralmente "torta di marito e moglie") o bánh xu xê, una torta dolce fatta di farina di riso o tapioca e gelatina, ripiena con pasta di fagioli cinesi.
  - Bánh phu thê bột bán, torta di marito e moglie fatta con perle di tapioca.
- Bánh rán, palle di sesamo e riso glutinoso fritte ripiene con pasta di fagioli cinesi addolcita, del nord del Vietnam.
- Bánh tẻ, tortino di riso al vapore avvolto in foglie di un albero locale a forma di cilindro lungo e sottile, ben cotto.

### Pancake

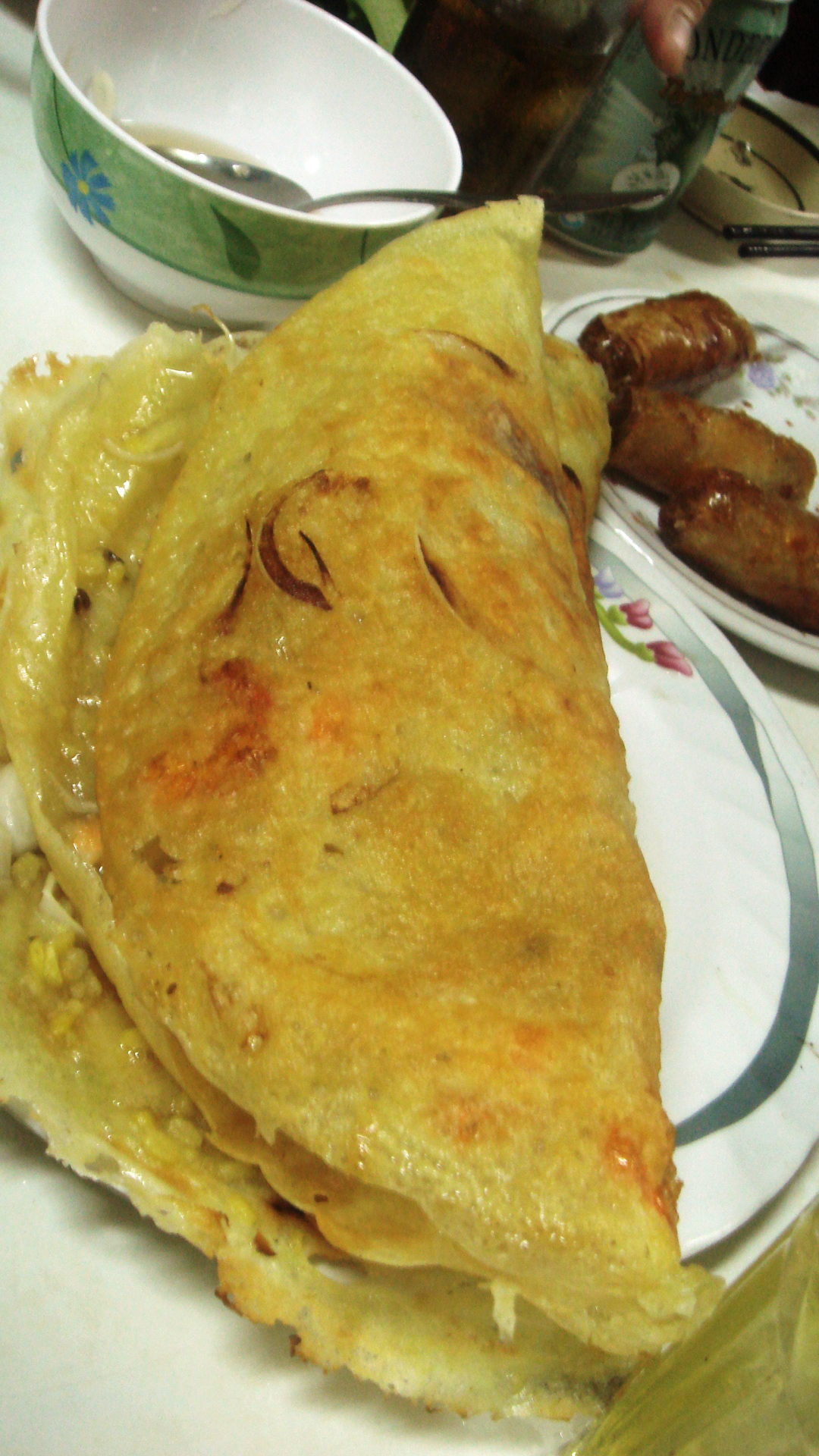
Bánh xèo.

- Bánh bèo,[12] tortini di riso salati al vapor.
- Bánh căn,[13] una specialità del sud consistente in pancake piccoli fatti di uova di quaglia, cucinati in piccole padelle di argilla.
- Bánh đúc,[14] torta di riso o di mais mangiata come dolce, o piatto salato.
- Bánh rế, pancake fritto.
- Bánh khọt,[15] una specialità del sud consistente in piccoli pancake di farina di riso fritti.
- Bánh xèo, crespelle con il sapore di latte di cocco.

### Rotoli
- Bánh cuốn, rotoli di riso al vapore.
- Bánh tôm, torte di gambero.
  - Bánh tôm Hồ Tây, una torta di gambero, specialità della zona vicina al Lago Tây (Hồ Tây), Hanói.

### Carta di riso
- Bánh tráng, carta di riso.
- Bánh ướt, carta di riso al vapore.

### Panino

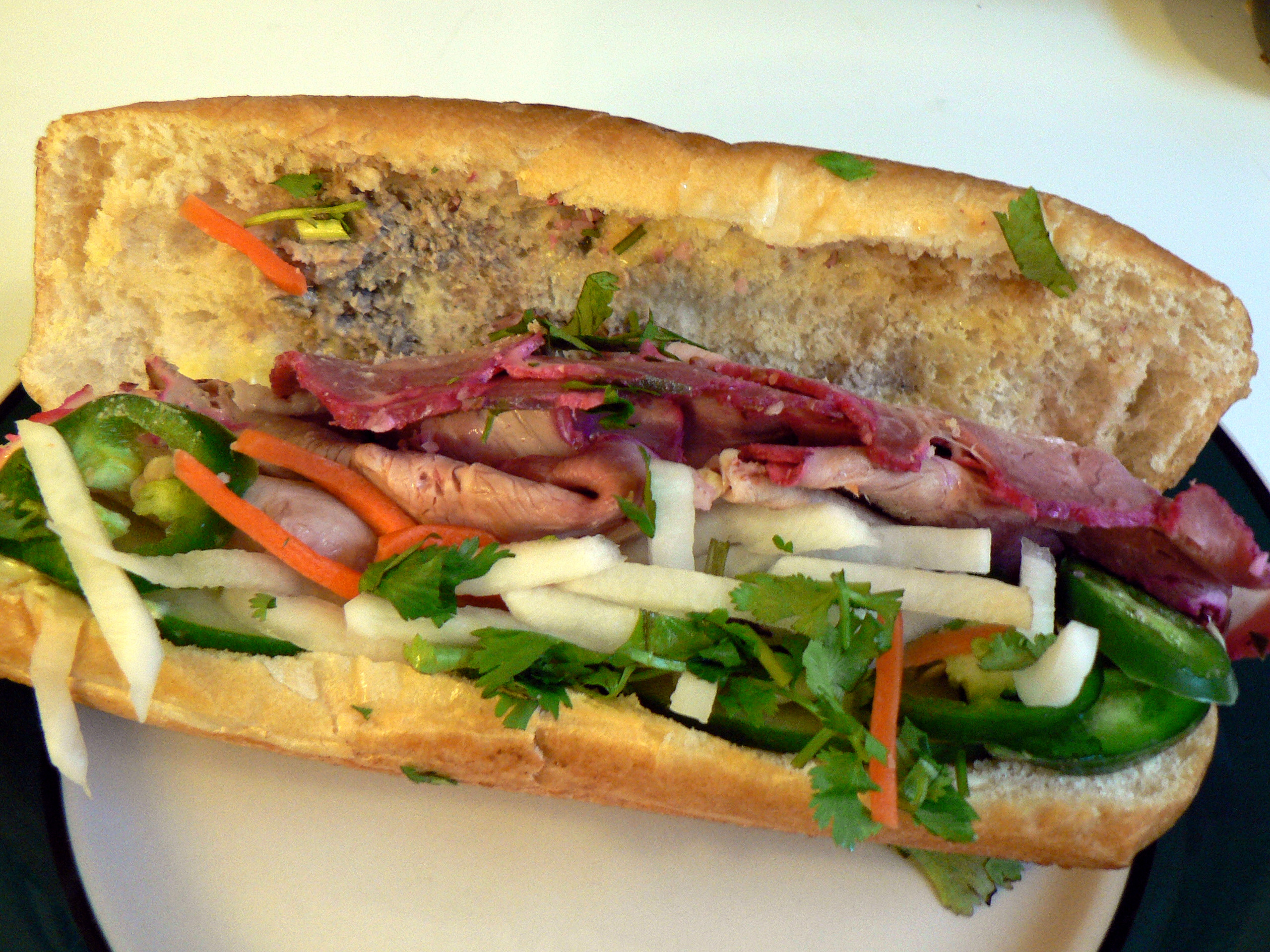
Bánh mì.

- Bánh mì, panino vietnamita.

### Torte dolci
- Bánh bò ("torta di mucca"), fatto di farina di riso glutinoso e latte di cocco, con una consistenza mielosa.
- Bánh cáy, dolce rettangolare fatto tostando e macinando riso glutinoso e altri ingredienti.
- Bánh da lợn, torta al vapore con strati colorati fatti di amido di tapioca, farina di riso, latte di cocco e acqua, zucchero e altri ingredienti.
- Bánh đúc,[14] pastel de arroz o maíz tomado como postre, o salado.
- Bánh chuối, torta di platano.
- Bánh khoai môn, torta di taro.
- Bánh tiêu,[16] ciambelle vuote.
- Bánh trung thu, torta di luna (yue bing).
- Bánh khoai mì,[17] torta di manioca dolce.

### Piatti per occasioni speciali

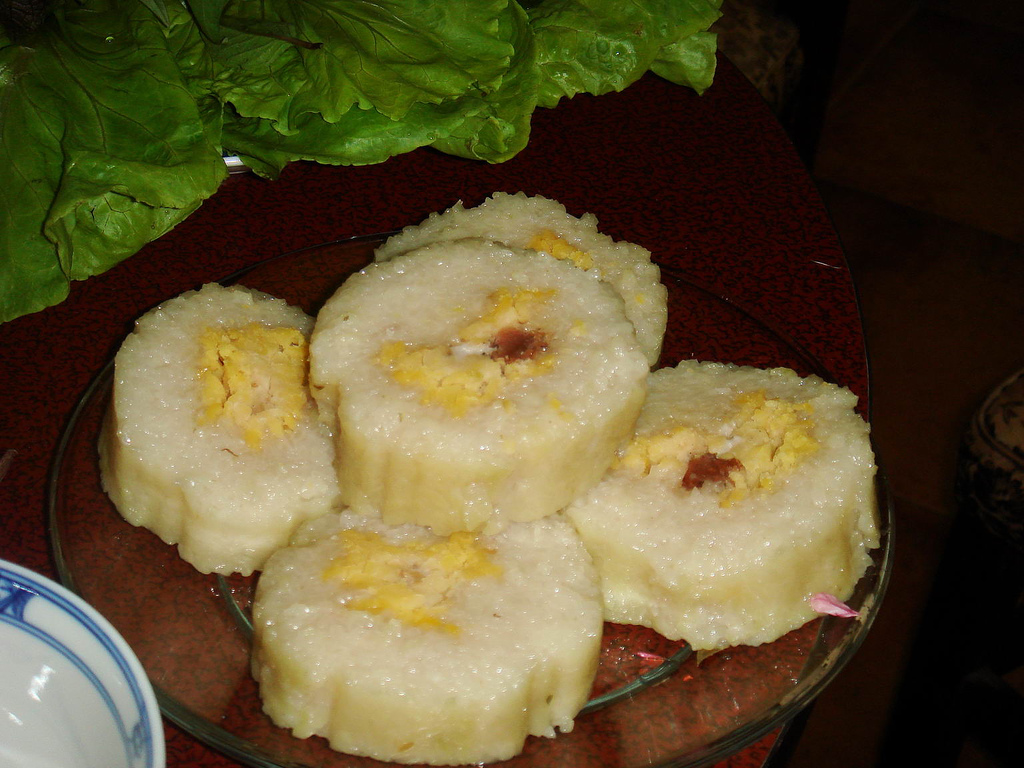
Un piatto di bánh tét, ripieno di pasta di fagiolo mungo verde.

- Bánh chưng, raviolo quadrato di riso al vapore avvolto in una foglia di dong (lá dong).
- Bánh tét, torta di riso glutinoso a forma di tronco, avvolta in foglia di platano e ripiena di carne o verdura.
- Bánh trôi,[18] anche bánh chay (letteralmente "torta galleggiante").
- Bánh tô, una torta appiccicosa rotonda di color dorato che si serve nell'anno nuovo. Si fa con farina di riso glutinoso, zucchero, acqua e olio di soia. Come la torta dell'anno nuovo cinese, neen gow, si serve tagliata a fette sottili bagnate nell'uovo e fritte. È una torta poco comune, della quale si dice che la forma rappresenta una ruota. A volte si decora con semi di sesamo e colorante rosso.

### Altri
- Bánh bông hồng.[19]
- Bánh bông lan.
- Bánh chay, servito insieme al bánh trôi.
- Bánh cốm.
- Bánh đa.
- Bánh đậu xanh.[20]
- Bánh dứa.
- Bánh gai.
- Bánh giầy, scritto anche bánh dầy.
- Bánh giò.
- Bánh ít lá gai.
- Bánh kẹp.
- Bánh mật.
- Bánh lá dừa.
- Bánh phồng tôm.
- Bánh phục linh.
- Bánh quế.
- Bánh tráng mè.
- Bánh tráng nướng.
- Bánh bột chiên, la torta di farina di riso fritta che si serve con uova.